# Katastrofa węgierskiego autokaru pod Weroną
Wypadek autokaru pod Weroną – wypadek węgierskiego autokaru, do którego doszło 20 stycznia 2017 na terenie autostrady pod Weroną. W wyniku zdarzenia śmierć poniosło 18 osób, a 25 odniosło obrażenia.
Autokar Setra S317 GT-HD uderzył w filar wiaduktu w pobliżu zjazdu Verona Est na autostradzie A4.
Autokarem jechała głównie młodzież w wieku 14–18 lat, która wracała z obozu narciarskiego we Francji. W wyniku uderzenia pojazdu z wiaduktem wybuchł pożar. W zdarzeniu zginął m.in. węgierski hokeista Balázs Vígh, a także jego siostra Laura. Premier Viktor Orbán ogłosił na 23 stycznia żałobę narodową na Węgrzech.

## Ofiary katastrofy
1. Béla Antal-Köz (lat 50)
2. Bendegúz Csiszár (lat 15)
3. Gréta Erdősi (lat 15)
4. Enikő Fehér (lat 43)
5. Zoltán Horváth (lat 44)
6. Zoltán Kalmár (lat 57)
7. Balázs Kasza (lat 40)
8. Flóra Krizsány (lat 15)
9. Márk Márton (lat 14)
10. Eszter Nagy-Horváth (lat 15)
11. Norman Petrezselyem (lat 20)
12. Roland Rezsu (lat 40)
13. Botond Simonffy (lat 15)
14. Tamás Szikszay (lat 15)
15. Balázs Vígh (lat 30)
16. György Vígh (lat 66)
17. Laura Vígh (lat 15)
18. Balázs Vörös (lat 16)